# مایک اولدفیلد
مایک اولدفیلد (به انگلیسی: Mike Oldfield) (زادهٔ ۱۵ مه ۱۹۵۳) آهنگساز و موسیقی‌دان مشهور انگلیسی است. موسیقی اولدفیلد آمیزه‌ای از پراگرسیو راک، فولک، موسیقی ملل، کلاسیک، الکترونیک و نیو اِیج و در سال‌های اخیر موسیقی رقص است. موسیقی او استادانه و دارای ساختاری ذاتاً پیچیده‌است. اولدفیلد بیشتر به‌خاطر آلبوم زنگ‌های لوله‌ای (۱۹۷۳) و تک‌آهنگ «سایه مهتاب» (۱۹۸۳) شناخته شده‌است. او همچنین به‌خاطر بازآفرینی نسخهٔ بدون کلام ترانهٔ کریسمسی «In Dulci Jubilo» شهرت دارد.

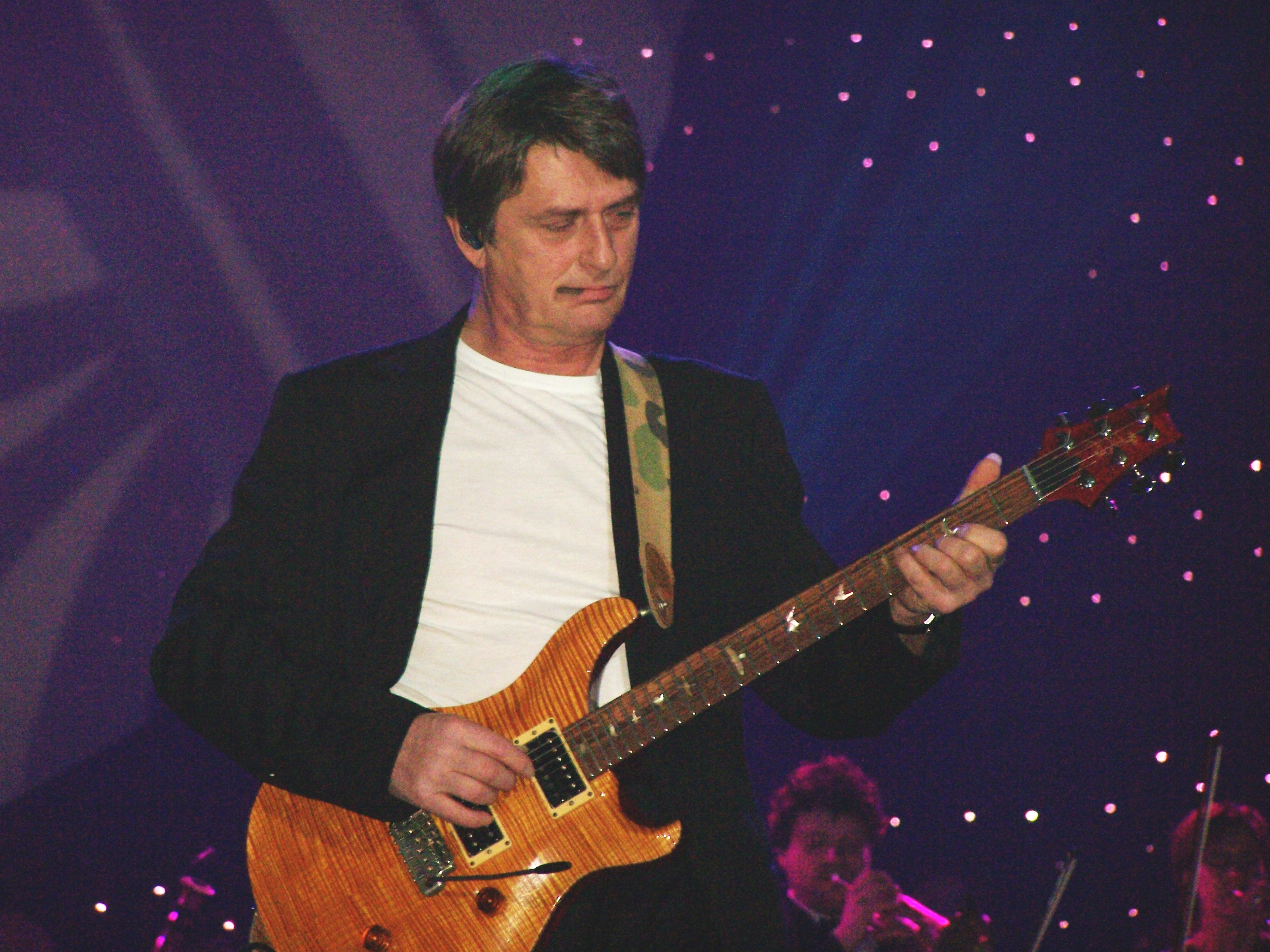
مایک اولدفیلد با خود سفارشی PRS 24 در دسامبر ۲۰۰۶ در Festhalle در فرانکفورت

اولدفیلد در سال ۱۹۷۴ برای آلبوم زنگ‌های لوله‌ای که تِم اصلی آن در فیلم جن‌گیر استفاده شده بود برندهٔ جایزهٔ گرمی «بهترین اثر بدون‌کلام» شد.
آخرین آلبوم او به نام بازگشت به اوماداون در سال ۲۰۱۷ منتشر شد. لیبل اولدفیلد بازنشستگی او را در سال ۲۰۲۳ اعلام کرد.

## دیسکوگرافی

#### آلبوم‌های استودیویی
- ۱۹۷۳ - زنگ لوله ای
- ۱۹۷۴ - هرجست ریج
- ۱۹۷۵ - امادان
- ۱۹۷۸ - افسون‌ها
- ۱۹۷۹ - پلاتین
- ۱۹۸۰ - کیوای۲
- ۱۹۸۲ - پنج مایل به بیرون
- ۱۹۸۳ - بحران‌ها
- ۱۹۸۴ - کشف
- ۱۹۸۴ - میدان‌های کشتار
- ۱۹۸۷ - جزایر
- ۱۹۸۹ - زمین‌درحرکت
- ۱۹۹۰ - آماروک
- ۱۹۹۱ - بهشت باز
- ۱۹۹۲ - زنگ لوله ای۲
- ۱۹۹۴ - آهنگ‌های زمین دوردست
- ۱۹۹۶ - ویجر
- ۱۹۹۸ - زنگ لوله ای۳
- ۱۹۹۹ - گیتار
- ۱۹۹۹ - زنگ هزاره
- ۲۰۰۲ - سه‌ماه
- ۲۰۰۳ - زنگ لوله‌ای
- ۲۰۰۵ - نور + سایه
- ۲۰۰۸ - موسیقی کره‌ها
- ۲۰۱۴ - مردی روی صخره
- ۲۰۱۷ - بازگشت به اوماداون

## تورهای کنسرت
- تور اروپا ۱۹۷۹ (مارس تا مه ۱۹۷۹)
- در کنسرت ۱۹۸۰ (آوریل تا دسامبر ۱۹۸۰)
- تور ماجراجویی اروپا ۸۱ (مارس تا اوت ۱۹۸۱)
- تور جهانی پنج مایل خارج از جهان ۱۹۸۲ (آوریل تا دسامبر ۱۹۸۲)
- تور بحران‌ها ۱۹۸۳ (مه تا ژوئیه ۱۹۸۳)
- تور کشف ۱۹۸۴ (اوت تا نوامبر ۱۹۸۴)
- تور بیستمین سالگرد زنگ لوله ای II (مارس تا اکتبر ۱۹۹۳)
- لایو گذشته و اکنون ۹۹ (ژوئن تا ژوئیه ۱۹۹۹)
- نایت‌آودپرامز نوکیا (دسامبر ۲۰۰۶)
- نایت‌آودپرامز اسپانیا (مارس ۲۰۰۷)

## جوایز و نامزدها
| جایزه                              | سال  | نامزد (های)    | دسته‌بندی                                            | نتیجه    | مرجع.  |
| ---------------------------------- | ---- | -------------- | --------------------------------------------------- | -------- | ------ |
| انجمن سالانه صدا APRS              | ۲۰۱۵ | خودش           | همراهی افتخاری                                      | نامزدشده | [ ۵ ]  |
| دیلی میرر جوایز راک و پاپ بریتانیا | ۱۹۷۷ | خودش           | بهترین ساز                                          | برنده    | [ ۶ ]  |
| جوایز گلدن گلوب                    | ۱۹۸۵ | میدان‌های کشتار | بهترین موسیقی متن                                   | نامزدشده | [ ۷ ]  |
| جایزه طلایی اروپا                  | ۱۹۸۷ | خودش           | بهترین هنرمند بین‌المللی                             | برنده    | [ ۸ ]  |
| جایزه طلایی اروپا                  | ۱۹۹۸ | خودش           | بهترین هنرمند بین‌المللی                             | برنده    | [ ۸ ]  |
| جوایز گرمی                         | ۱۹۷۵ | زنگ لوله ای    | بهترین آهنگسازی دستگاهی                             | برنده    | [ ۹ ]  |
| جوایز گرمی                         | ۱۹۹۸ | ویجر           | بهترین آلبوم نیو ایج                                | نامزدشده | [ ۹ ]  |
| تالار مشاهیر گرمی                  | ۲۰۱۸ | زنگ‌های لوله ای | آلبوم القایی                                        | برنده    | [ ۱۰ ] |
| جوایز موسیقی مجارستان              | ۱۹۹۷ | ویجر           | بهترین آلبوم خارجی                                  | نامزدشده | [ ۱۱ ] |
| جوایز ایور نوولو                   | ۱۹۸۴ | سایه مهتاب     | بیش‌ترین پرفورم ورک                                  | نامزدشده | [ ۱۲ ] |
| جوایز NME                          | ۱۹۷۵ | خودش           | بهترین ساز متفرقه                                   | برنده    | [ ۱۳ ] |
| جوایز NME                          | ۱۹۷۶ | خودش           | بهترین ساز متفرقه                                   | برنده    | [ ۱۳ ] |
| جوایز NME                          | ۱۹۷۷ | خودش           | بهترین ساز متفرقه                                   | برنده    | [ ۱۳ ] |
| انجمن فیلم و تلویزیون آنلاین       | ۱۹۹۹ | پرونده‌های ایکس | بهترین موسیقی، موسیقی اصلی علمی تخیلی/فانتزی/ترسناک | نامزدشده | [ ۷ ]  |

## افتخارات
در سال ۱۹۸۱، اولدفیلد جایزه آزادی شهر لندن را دریافت کرد.